# Emilio Correa (född 1953)
Emilio Correa, född 21 mars 1953 i Santiago de Cuba, Kuba, död 11 mars 2024 i Brasilien, var en kubansk boxare som tog OS-guld i welterviktsboxning 1972 i München. Hans son med samma namn tog silver i mellanvikt vid olympiska sommarspelen 2008.